# Nagroda Rivertona
Nagroda Rivertona - (norw. Rivertonprisen) – norweska nagroda literacka, przyznawana corocznie dla najlepszego tekstu o charakterze kryminalnym (powieści, opowiadania, dramacie czy scenariuszu), który w poprzednim roku ukazała się na norweskim rynku księgarskim.
Nagroda upamiętnia norweskiego pisarza Svena Elvestada, który pod pseudonimem
Stein Riverton opublikował szereg powieści kryminalnych, tłumaczonych m.in. na język angielski i niemiecki.

## Laureaci
| Rok  | Autor                              | Tytuł oryginalny                                     | Tytuł przekładu na język polski                                  |
| ---- | ---------------------------------- | ---------------------------------------------------- | ---------------------------------------------------------------- |
| 2014 | Karin Fossum                       | Helvetesilden Cappelen Damm, Oslo 2014               |                                                                  |
| 2013 | Gard Sveen                         | Den siste pilegrimen Vigmostad & Bjørke, Bergen 2013 | Ostatni pielgrzym Media Rodzina, Poznań 2015                     |
| 2012 | Jørn Lier Horst                    | Jakthundene Gyldendal, Oslo 2012                     | Psy gończe Smak Słowa, Sopot 2015                                |
| 2011 | Torkil Damhaug                     | Ildmannen Cappelen Damm, Oslo 2011                   |                                                                  |
| 2010 | Chris Tvedt                        | Dødens sirkel Cappelen Damm, Oslo 2010               | Krąg śmierci Nasza Księgarnia, Warszawa 2014                     |
| 2009 | Tom Egeland                        | Lucifers evangelium Aschehoug, Oslo 2009             |                                                                  |
| 2008 | Vidar Sundstøl                     | Drømmenes land Tiden, Oslo 2008                      |                                                                  |
| 2007 | Jørgen Gunnerud                    | Høstjakt Kolon Forlag, Oslo 2007                     |                                                                  |
| 2006 | Tom Kristensen                     | Dødsriket                                            |                                                                  |
| 2005 | Frode Grytten                      | Flytande bjørn                                       |                                                                  |
| 2004 | Ulf Breistrand, Jarl Emsell Larsen | Svarte penger, hvite løgner (scenariusz serialu TV)  |                                                                  |
| 2003 | Kurt Aust                          | Hjemsøkt                                             |                                                                  |
| 2002 | Gunnar Staalesen                   | Som i et speil                                       |                                                                  |
| 2001 | Jon Michelet                       | Den frosne kvinnen                                   |                                                                  |
| 2000 | Kjell Ola Dahl                     | En liten gyllen ring                                 | Mały złoty pierścionek Czarne, Wołowiec 2011                     |
| 1999 | Unni Lindell                       | Drømmefangeren                                       |                                                                  |
| 1998 | Jan Mehlum                         | Kalde hender                                         |                                                                  |
| 1997 | Jo Nesbø                           | Flaggermusmannen Aschehoug, Oslo 1997                | Człowiek-nietoperz Pol-Nordica, Warszawa 2005                    |
| 1996 | Karin Fossum                       | Se deg ikke tilbake Cappelen, Oslo 1996              | Nie oglądaj się Znak, Kraków 2008                                |
| 1995 | Kolbjørn Hauge                     | Død mann i boks                                      |                                                                  |
| 1994 | Anne Holt                          | Salige er de som tørster                             | Błogosławieni, którzy pragną... Prószyński i S-ka, Warszawa 2011 |
| 1993 | Morten Harry Olsen                 | Begjærets pris                                       |                                                                  |
| 1992 | Arild Rypdal                       | Orakel                                               |                                                                  |
| 1991 | Audun Sjøstrand                    | Valsekongens fall                                    |                                                                  |
| 1990 | Ingvar Ambjørnsen                  | Den mekaniske kvinnen                                |                                                                  |
| 1989 | Idar Lind                          | 13 takters blues                                     |                                                                  |
| 1988 | Alf R. Jacobsen                    | Kharg                                                |                                                                  |
| 1987 | Lars Saabye Christensen            | Sneglene                                             |                                                                  |
| 1986 | Edith Ranum                        | Ringer i mørkt vann (słuchowisko)                    |                                                                  |
| 1985 | Michael Grundt Spang               | Spionen som lengtet hjem                             |                                                                  |
| 1984 | /                                  | /                                                    |                                                                  |
| 1983 | Kim Småge                          | Nattdykk                                             |                                                                  |
| 1982 | Torolf Elster                      | Thomas Pihls annen lov                               |                                                                  |
| 1981 | Jon Michelet                       | Hvit som snø                                         |                                                                  |
| 1980 | Fredrik Skagen                     | Kortslutning                                         |                                                                  |
| 1979 | Helge Riisøen                      | Operasjon                                            |                                                                  |
| 1978 | Jon Bing, Tor Åge Bringsværd       | Blindpassasjer (scenariusz serialu TV)               |                                                                  |
| 1977 | /                                  | /                                                    |                                                                  |
| 1976 | Pio Larsen                         | Den hvite kineser                                    |                                                                  |
| 1975 | Gunnar Staalesen                   | Rygg i rand, to i spann                              |                                                                  |
| 1974 | Anker Rogstad                      | Lansen                                               |                                                                  |
| 1973 | David Torjussen (Tor Edvin Dahl)   | Etterforskning pågår                                 |                                                                  |
| 1972 | Sigrun Krokvik                     | Bortreist på ubestemt tid                            |                                                                  |